# Municipio de San José del Golfo
Municipio de San José del Golfo är en kommun i Guatemala.   Den ligger i departementet Guatemala, i den centrala delen av landet, 20 km nordost om huvudstaden Guatemala City.